# Annamessicks
Annamessicks, pleme američkih Indijanaca jezične porodice Algonquian, nekad nastanjeno na jugu okruga Somerset u Marylandu. Bili su jedno od plemena saveza Nanticoke. Nestali su.